# Maxime Camara
Mamadouba Resmu Camara (Kissidougou, 4 de febrero de 1945-Rabat, 29 de marzo de 2016) más conocido como Maxime Camara, fue un futbolista guineano que jugaba en la demarcación de extremo.

## Selección nacional
Jugó un total de 14 partidos con la selección de fútbol de Guinea. Hizo su debut el 30 de junio de 1968 en un partido de clasificación para los Juegos Olímpicos de México 1968 contra Argelia, donde además anotó un gol en el minuto diez de penalti. Su último partido lo disputó en la Copa Africana de Naciones 1974 el 7 de marzo de 1974 contra el Congo.

### Goles internacionales
| # | Fecha                 | Estadio                                       | Oponente | Gol | Resultado | Competición                                            |
| - | --------------------- | --------------------------------------------- | -------- | --- | --------- | ------------------------------------------------------ |
| 1 | 30 de junio de 1968   | Estadio del 28 de Septiembre, Conakri, Guinea | Argelia  | 2–1 | 3-2       | Clasificación para los Juegos Olímpicos de México 1968 |
| 2 | 13 de octubre de 1968 | Estadio Cuauhtémoc, Puebla, México            | Francia  | 3-1 | 3-1       | Juegos Olímpicos de México 1968                        |
| 3 | 12 de marzo de 1972   | Estadio del 28 de Septiembre, Conakri, Guinea | Argelia  | 1–0 | 5-1       | Clasificación para la Copa Mundial de Fútbol de 1974   |

## Clubes
| Club     | País   | Año         |
| -------- | ------ | ----------- |
| Hafia FC | Guinea | 1960 - 1974 |

## Palmarés

### Campeonatos nacionales
| Título                        | Club     | País   | Año  |
| ----------------------------- | -------- | ------ | ---- |
| Campeonato Nacional de Guinea | Hafia FC | Guinea | 1966 |
| Campeonato Nacional de Guinea | Hafia FC | Guinea | 1967 |
| Campeonato Nacional de Guinea | Hafia FC | Guinea | 1968 |
| Campeonato Nacional de Guinea | Hafia FC | Guinea | 1971 |
| Campeonato Nacional de Guinea | Hafia FC | Guinea | 1972 |
| Campeonato Nacional de Guinea | Hafia FC | Guinea | 1973 |
| Campeonato Nacional de Guinea | Hafia FC | Guinea | 1974 |

### Campeonatos internacionales
| Título                            | Club     | País   | Año  |
| --------------------------------- | -------- | ------ | ---- |
| Copa Africana de Clubes Campeones | Hafia FC | Guinea | 1972 |